# Morti nel 1996/Novembre
| Questa pagina contiene informazioni ricavate automaticamente dalle voci biografiche con l'ausilio del template Bio e di un bot. L'aggiornamento è periodico e automatico e ricostruisce completamente la pagina. Se manca una persona in questa lista, sei pregato di non aggiungerla, ma accertati piuttosto che la sua voce biografica contenga il template Bio e che i dati anagrafici siano correttamente compilati. Se il template Bio manca, inseriscilo tu stesso o, in alternativa, metti l'avviso {{tmp\|Bio}} che ne segnala la mancanza. Se i dati riportati sono sbagliati, correggi direttamente la voce biografica; le modifiche saranno visibili in questa lista entro pochi giorni. Per chiarimenti vedi il progetto biografie. La lista contiene solo le 117 persone che sono citate nell'enciclopedia e per le quali è stato implementato correttamente il template Bio. Pagina aggiornata al 10 mag 2025. |

- 1º novembre - Maati Bouabid, politico marocchino (n. 1927)
- 1º novembre - Sydney Cann, allenatore di calcio e calciatore inglese (n. 1911)
- 1º novembre - Lycette Darsonval, ballerina e direttrice artistica francese (n. 1912)
- 1º novembre - Junius Richard Jayewardene, politico singalese (n. 1906)
- 2 novembre - Roger Carré, calciatore francese (n. 1921)
- 2 novembre - Eva Cassidy, cantante statunitense (n. 1963)
- 2 novembre - Pierre Grimal, filologo classico e latinista francese (n. 1912)
- 3 novembre - Jean-Bedel Bokassa, politico e militare centrafricano (n. 1921)
- 3 novembre - Sheri Martinelli, pittrice e poetessa statunitense (n. 1918)
- 3 novembre - Abdullah Çatlı, criminale e terrorista turco (n. 1956)
- 3 novembre - Ray Mansfield, giocatore di football americano statunitense (n. 1941)
- 3 novembre - Jevhen Ščerban', imprenditore e politico ucraino (n. 1946)
- 4 novembre - Ray Linn, trombettista statunitense (n. 1920)
- 4 novembre - Konstantin Loktev, hockeista su ghiaccio sovietico (n. 1933)
- 5 novembre - Bunny Breckinridge, attore statunitense (n. 1903)
- 5 novembre - Eddie Harris, sassofonista e pianista statunitense (n. 1934)
- 5 novembre - Wilhelm Sturm, calciatore tedesco (n. 1940)
- 5 novembre - Alessandro Vivarelli, attore, sceneggiatore e produttore cinematografico italiano (n. 1955)
- 6 novembre - Harry Brophy, allenatore di calcio e calciatore inglese (n. 1916)
- 6 novembre - Vadim Ivanov, allenatore di calcio e calciatore sovietico (n. 1943)
- 6 novembre - Tommy Lawton, allenatore di calcio e calciatore inglese (n. 1919)
- 6 novembre - Aldo Magri, generale italiano (n. 1910)
- 6 novembre - Peggy Pollard, scrittrice britannica (n. 1903)
- 6 novembre - Mario Savio, attivista statunitense (n. 1942)
- 7 novembre - Nerone Ceccarelli, scultore italiano (n. 1937)
- 7 novembre - Hans Klodt, calciatore tedesco (n. 1914)
- 7 novembre - Salvatore Lauricella, politico italiano (n. 1922)
- 7 novembre - Franco Salina, compositore, direttore d'orchestra e arrangiatore italiano (n. 1922)
- 7 novembre - Jānis Skuja, calciatore lettone (n. 1906)
- 8 novembre - Gino Marinuzzi, musicista e compositore italiano (n. 1920)
- 9 novembre - Michel Mitrani, regista e attore francese (n. 1930)
- 9 novembre - Renzo Pini, calciatore italiano (n. 1919)
- 9 novembre - Yoshimi Ueda, dirigente sportivo giapponese (n. 1906)
- 10 novembre - Yaki Kadafi, rapper statunitense (n. 1977)
- 10 novembre - Richard Mayo, generale e pentatleta statunitense (n. 1902)
- 10 novembre - Rudolf Schlesinger, giurista tedesco (n. 1909)
- 11 novembre - Adriano Gè, calciatore italiano (n. 1919)
- 11 novembre - Michel Mollat du Jourdin, medievista francese (n. 1911)
- 12 novembre - Peter Leeds, attore statunitense (n. 1917)
- 12 novembre - Rudolf Steiner, calciatore rumeno (n. 1907)
- 12 novembre - Mario Zuccarini, bibliotecario, bibliografo e storico italiano (n. 1920)
- 12 novembre - Vytautas Žalakevičius, regista e sceneggiatore lituano (n. 1930)
- 13 novembre - Bill Doggett, pianista statunitense (n. 1916)
- 14 novembre - Jacomina van den Berg, ginnasta olandese (n. 1909)
- 14 novembre - Joseph Bernardin, cardinale e arcivescovo cattolico statunitense (n. 1928)
- 14 novembre - Virginia Cherrill, attrice cinematografica statunitense (n. 1908)
- 14 novembre - Giuliano Giuliani, calciatore italiano (n. 1958)
- 14 novembre - Nodar Gvakharia, pallanuotista sovietico (n. 1932)
- 15 novembre - Alger Hiss, avvocato e diplomatico statunitense (n. 1904)
- 16 novembre - Dondinho, calciatore brasiliano (n. 1917)
- 16 novembre - Vasil Spasov, allenatore di calcio e calciatore bulgaro (n. 1919)
- 17 novembre - Michele Abruzzo, attore italiano (n. 1904)
- 17 novembre - Fabrizio De Chiara, pugile italiano (n. 1971)
- 17 novembre - Kurt von Ruffin, attore tedesco (n. 1901)
- 18 novembre - Maurice Auslander, matematico statunitense (n. 1926)
- 18 novembre - Charles Hare, tennista e giudice di tennis britannico (n. 1915)
- 18 novembre - Evelyn Hooker, psicologa statunitense (n. 1907)
- 18 novembre - Livio Trevisan, geologo italiano (n. 1909)
- 19 novembre - Gabriel Alonso, calciatore spagnolo (n. 1932)
- 19 novembre - Phil Hankinson, cestista statunitense (n. 1951)
- 19 novembre - Nicole Hassler, pattinatrice artistica su ghiaccio francese (n. 1941)
- 19 novembre - Pietro Sibella, calciatore italiano (n. 1918)
- 19 novembre - Henrik Tamraz, sollevatore iraniano (n. 1935)
- 20 novembre - Bert Achong, patologo trinidadiano (n. 1928)
- 21 novembre - Sandro Continenza, sceneggiatore e autore televisivo italiano (n. 1920)
- 21 novembre - Angela Gotelli, politica e partigiana italiana (n. 1905)
- 21 novembre - Olindo Pasqualetti, latinista e poeta italiano (n. 1916)
- 21 novembre - Abdus Salam, fisico pakistano (n. 1926)
- 21 novembre - Ulises Saucedo, allenatore di calcio e arbitro di calcio boliviano (n. 1902)
- 22 novembre - Stephanie Bachelor, attrice statunitense (n. 1912)
- 22 novembre - Karen Blanguernon, attrice e scrittrice francese (n. 1935)
- 22 novembre - Walter Boos, montatore, regista e sceneggiatore tedesco (n. 1928)
- 22 novembre - María Casarès, attrice spagnola (n. 1922)
- 22 novembre - Tonino Forteleoni, scultore italiano (n. 1915)
- 22 novembre - Astro Galli, allenatore di calcio e calciatore italiano (n. 1913)
- 22 novembre - Mark Lenard, attore statunitense (n. 1924)
- 22 novembre - Hedley Sparks, presbitero, biblista e ebraista britannico (n. 1908)
- 23 novembre - Aubrey Davis, cestista e giocatore di baseball statunitense (n. 1921)
- 23 novembre - Nico Kaufmann, compositore e pianista svizzero (n. 1916)
- 23 novembre - Carlo Maxia, antropologo italiano (n. 1907)
- 23 novembre - Raffaele Pastore, imprenditore italiano (n. 1961)
- 23 novembre - Eve Rimmer, atleta paralimpica, nuotatrice e arciera neozelandese (n. 1937)
- 23 novembre - Idries Shah, scrittore britannico (n. 1924)
- 24 novembre - Edison Denisov, compositore russo (n. 1929)
- 24 novembre - Duo Fasano, cantante italiana (n. 1924)
- 24 novembre - Sorley MacLean, poeta e scrittore scozzese (n. 1911)
- 24 novembre - Louis Frédéric, orientalista, storico dell'arte e scrittore francese (n. 1923)
- 24 novembre - Titus Ozon, allenatore di calcio e calciatore rumeno (n. 1927)
- 24 novembre - Pedro Prospitti, calciatore argentino (n. 1941)
- 24 novembre - Géza de Fràncovich, storico dell'arte italiano (n. 1902)
- 25 novembre - Nino Longobardi, giornalista, scrittore e conduttore televisivo italiano (n. 1925)
- 25 novembre - Konrad Wagner, calciatore tedesco orientale (n. 1932)
- 26 novembre - Auretta Gay, attrice italiana (n. 1947)
- 26 novembre - Guido Gratton, calciatore e allenatore di calcio italiano (n. 1932)
- 26 novembre - Philippe Hirschhorn, violinista e docente sovietico (n. 1946)
- 26 novembre - Paul Rand, designer statunitense (n. 1914)
- 27 novembre - Aloysio Borges, pentatleta e schermidore brasiliano (n. 1917)
- 27 novembre - Fabio Luca Cavazza, editore italiano (n. 1927)
- 27 novembre - Vladimir Firm, calciatore jugoslavo (n. 1923)
- 27 novembre - Vittorio Emanuele Giuntella, storico e militare italiano (n. 1913)
- 27 novembre - Pasquale Salvucci, storico della filosofia e politico italiano (n. 1924)
- 27 novembre - Václav Sršeň, calciatore cecoslovacco (n. 1925)
- 28 novembre - Charles Bressler, tenore statunitense (n. 1926)
- 28 novembre - Donald McNeill, tennista statunitense (n. 1918)
- 28 novembre - Vittorio Rovelli, calciatore italiano (n. 1916)
- 29 novembre - Jordan Cronenweth, direttore della fotografia statunitense (n. 1935)
- 29 novembre - Dan Flavin, artista statunitense (n. 1933)
- 29 novembre - Denis Jenkinson, giornalista e storico britannico (n. 1920)
- 29 novembre - Aidano Schmuckher, scrittore e giornalista italiano (n. 1921)
- 30 novembre - Tiny Tim, musicista e cantante statunitense (n. 1932)
- 30 novembre - Enrique Galbis, calciatore spagnolo (n. 1925)
- 30 novembre - Giuseppe Giacomo Gambino, mafioso italiano (n. 1941)
- 30 novembre - Maurizio Grande, letterato e saggista italiano (n. 1944)
- 30 novembre - Kacem Slimani, calciatore marocchino (n. 1948)
- 30 novembre - Mafuila Mavuba, calciatore congolese (Repubblica Democratica del Congo) (n. 1949)
- 30 novembre - Eva Nova, cantante e attrice italiana (n. 1914)
- 30 novembre - John Williamson, cestista statunitense (n. 1951)